# Бруклін (округ Вошберн, Вісконсин)
Бруклін (англ. Brooklyn) — місто (англ. town) в США, в окрузі Вошберн штату Вісконсин. Населення — 311 особа (2020).

## Демографія
Згідно з переписом 2010 року, у місті мешкали 254 особи в 116 домогосподарствах у складі 78 родин. Було 273 помешкання
Расовий склад населення:
| - 97,6 % — білих - 0,8 % — азіатів |

До двох чи більше рас належало 1,2 %. Частка іспаномовних становила 0,8 % від усіх жителів.
За віковим діапазоном населення розподілялося таким чином: 15,7 % — особи молодші 18 років, 57,1 % — особи у віці 18—64 років, 27,2 % — особи у віці 65 років та старші. Медіана віку мешканця становила 51,0 року. На 100 осіб жіночої статі у місті припадало 98,4 чоловіків;  на 100 жінок у віці від 18 років та старших — 92,8 чоловіків також старших 18 років.
Середній дохід на одне домашнє господарство  становив 55 225 доларів США (медіана — 47 679), а середній дохід на одну сім'ю — 66 770 доларів (медіана — 56 250). Медіана доходів становила 45 417 доларів для чоловіків та 41 250 доларів для жінок. За межею бідності перебувало 9,9 % осіб, у тому числі 10,0 % дітей у віці до 18 років та 10,6 % осіб у віці 65 років та старших.
Цивільне працевлаштоване населення становило 107 осіб. Основні галузі зайнятості: виробництво — 17,8 %, освіта, охорона здоров'я та соціальна допомога — 16,8 %, публічна адміністрація — 10,3 %, будівництво — 9,3 %.